# Mindoroboeboekuil
De mindoroboeboekuil (Ninox mindorensis) is een van de Filipijnse valkuil (N. philippensis) afgesplitste endemische  soort uit het geslacht  Ninox (vroeger: valkuilen) uit de uilenfamilie. De Filipijnse valkuil is door deze afsplitsing luzonboeboekuil genoemd.

## Verspreiding en leefgebied
Deze soort is endemisch op Mindoro, een eiland van de Filipijnen.

## Status
De grootte van de populatie wordt geschat op 2500-10.000 volwassen vogels. Op de Rode lijst van de IUCN heeft deze soort de status kwetsbaar.